# 武侯祠 (南阳)
南阳武侯祠，又名“诸葛亮庵”，位于河南南阳市卧龙区卧龙岗，是为纪念三国时期著名的思想家、军事家诸葛亮躬耕南阳而兴建的大型祠堂群。是中国目前尚保存的九处武侯祠之一。中华人民共和国成立以后，有众多国家领导人前来南阳武侯祠参访。

## 历史
- 诸葛草庐，始建于魏晋，是投魏之蜀国故将黄权在诸葛亮躬耕地卧龙岗上修建而成的[2][1]。
- 唐代时已成为一处著名的人文景观，并多次出现在当时的文学作品中。[3]
- 宋金时期，曾屡因战争焚坏。
- 元大德二年(1298年)，南阳监郡马哈马主持修葺武侯祠。
- 元至大二年(1309年)，河南平章政事何玮扩建武侯祠。
- 元延祐四年(1317年)，元仁宗交中书平章政事与翰林集议，将南阳卧龙岗古建筑名胜命名为“武侯祠”。
- 诸葛亮逝世于234年阴历八月，卒日不详，明世宗朱厚熜钦定他的祭日为阴历八月二十八。因为皇帝规定了祭祀诸葛亮的规格和日期，自明嘉靖年间，各地的武侯祠都以此为参照来举行纪念诸葛亮的活动。[4]
- 康熙五十年(1711年)，知府罗景主持重修武侯祠，并依前人“龙岗全图”石刻复修了卧龙岗十景。
- 1963年南阳武侯祠被河南省人民政府公布为首批文物保护单位。
- 文革时期，“诸葛草庐”内的‘千古人龙’、‘汉昭烈皇帝’、‘三顾处’、‘文韬武略’三道石坊及人物塑像、祠内明代成化年间塑造的18尊琉璃罗汉全部被捣毁，殿宇饰物被砸掉，珍藏的清康熙《龙岗志》、《忠武志》木刻文版被焚烧。
- 第四批全国重点文物保护单位（1996年11月12日公布）

## 景点

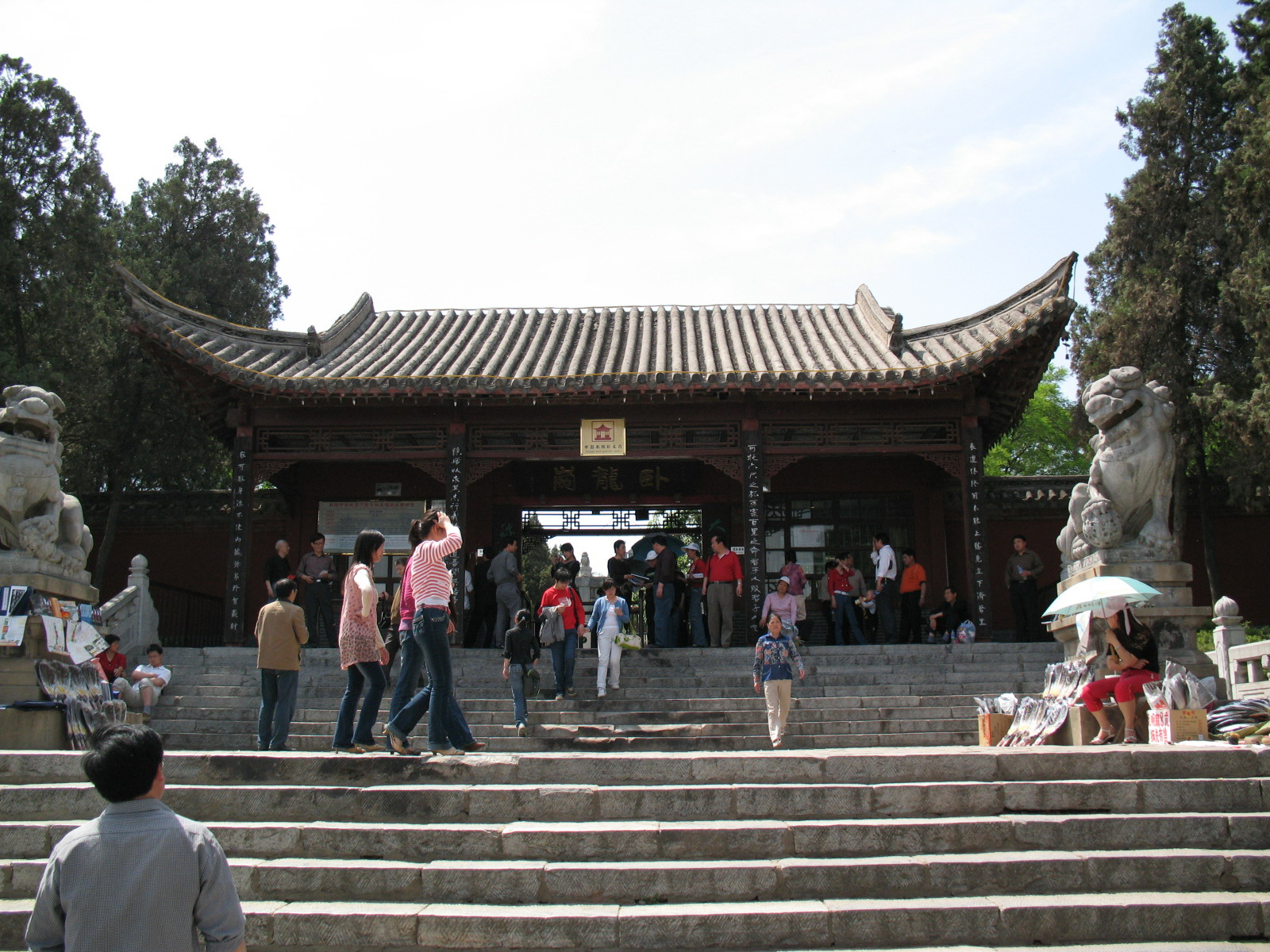
入口

今日武侯祠基本上保持了元明的布局风格，其木构建筑多为明清重建或增建。大殿北侧碑廊内陈列岳飞书诸葛亮前后《出师表》石刻。卧龙道院内有隋以来宗教造像十余尊，翠竹、枇杷、玉兰等。武侯祠保存着汉以来历代碑刻四百余通。

### 卧龙十景

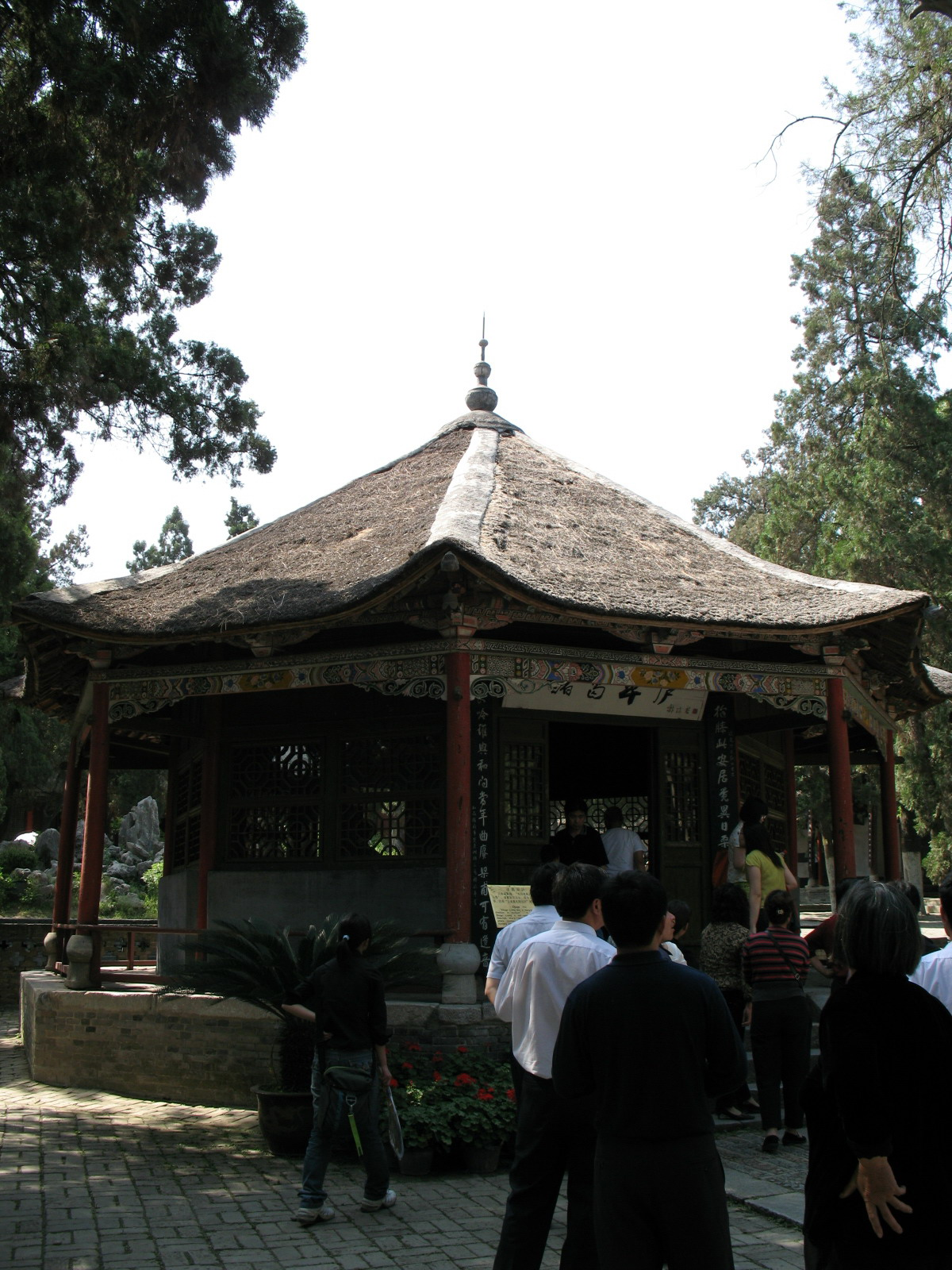
八角草庐-顶呈八角是取诸葛亮巧布八阵之意

- 草庐：位于祠院后部正中，是后人在诸葛亮故宅基址上新建的一座八角尖顶茅亭。前额“诸葛草庐”，为1973年郭沫若手书；内额“诸葛庐”是1940年国民政府监察院院长于右任所书。后额“南阳诸葛庐”为清光绪二十年（1894年）南阳知府傅鳳颺所书。
- 小虹桥: 草庐之前，有一青砖独券小桥，精巧玲珑，酷似彩虹，故名。传为诸葛亮来往必经之地。
- 古柏亭: 位于草庐左侧东部。此处有古柏一株，传为诸葛亮所植。后人因此建亭，并以“古柏”命名。亭为青瓦挑角，石砌围墙，门窗为木棂组饰的方格。门楣横额“古柏亭”为清咸丰四年(1854)秋月，南阳知县钮雷所书。
- 梁父岩: 小虹桥西，宁远楼之前，叠石成峰，谓之“梁父岩”。
- 抱膝石: 梁父岩之西，位于宁远楼前左侧，依古柏置石凳，为“抱膝石”。
- 伴月台: 在草庐右廊西部。为一砖砌正方形平台，上置石几石登，旁有台阶22道，四周围以砖墙。传为诸葛亮夜观星象之处。題額為咸豐年間知府顧嘉蘅所書。
- 老龙洞: 老龙洞和伴月台为一联体建筑。伴月台下有一砖券小门，内有一道弯曲的长洞、传说此洞常有巨龙出现而得名。
- 野云庵: 在草庐右侧东部。正面壁饰“松鹤延年”、“六合同春”图案，其树木、花卉、鸟兽皆为砖雕。门额“野云庵”及两侧楹联亦系青砖雕成。
- 诸葛井: 入口右侧卧龙潭旁有井一眼，名曰诸葛井。井口为青石凿成，传为诸葛亮“躬耕”时汲水之处。
- 躬耕亭: 入口左侧，清康熙中知府罗景重修祠宇时建于宁远楼之北。[5]为一纪念性处所，后湮。光绪二十七年(1901)，知府傅凤踊又在其前立“汉武侯躬耕处”石刻一通，作为留念。

## 有关文学作品
|                        | 南阳诸葛庐，西蜀子雲亭。 |
| ——《陋室铭》—唐·刘禹锡 |                          |

|                      | 谁识卧龙客，长吟愁鬓斑”； |
| ——《南都行》—唐·李白 |                           |

|                      | 犹闻辞后主，不复卧南阳； |
| ——《武侯庙》—唐·杜甫 |                          |

|                            | 武侯遗庙自丹青，霸业销磨但故城。 北魏中分盟血在，南阳三顾夙心明。 君臣际会宜兴汉，吴蜀相资失借荆。 独致瓣香思祀典，西山回首暮云生。 |
| ——《次韵武侯庙》—宋·汪应晦 | |

|                        | 十年湖海挟飞仙，今日凭高思窅然。 关北又添三尺雪，江南别是一般天。 紫髯老将悬清梦，白面儿郎减少年。 说与南阳诸葛道，草庐虽好莫贪眠。 |
| ——《秋晚即事》—元·王冕 | |

|                          | 草庐三顾屈英雄，慷慨南阳起卧龙。 鼎足未安星又陨，阵图留与浪涛春。 |
| ——《三顾草庐图》—明·唐寅 |                                                                   |

|                           | 世乱英雄百战余，孔明方此乐耕锄。 蜀王不自垂三顾，争得先生出旧庐？ |
| ——《咏史诗·南阳》—清·胡曾 |                                                                   |

## 图片
- 山门石碑
- 匾额
- 古柏亭
- 伴月台

- 野云庵
- 诸葛井
- 躬耕亭
- 入口右侧的卧龙潭

## 交通
- 南阳机场
- 南阳公交